# 혼수

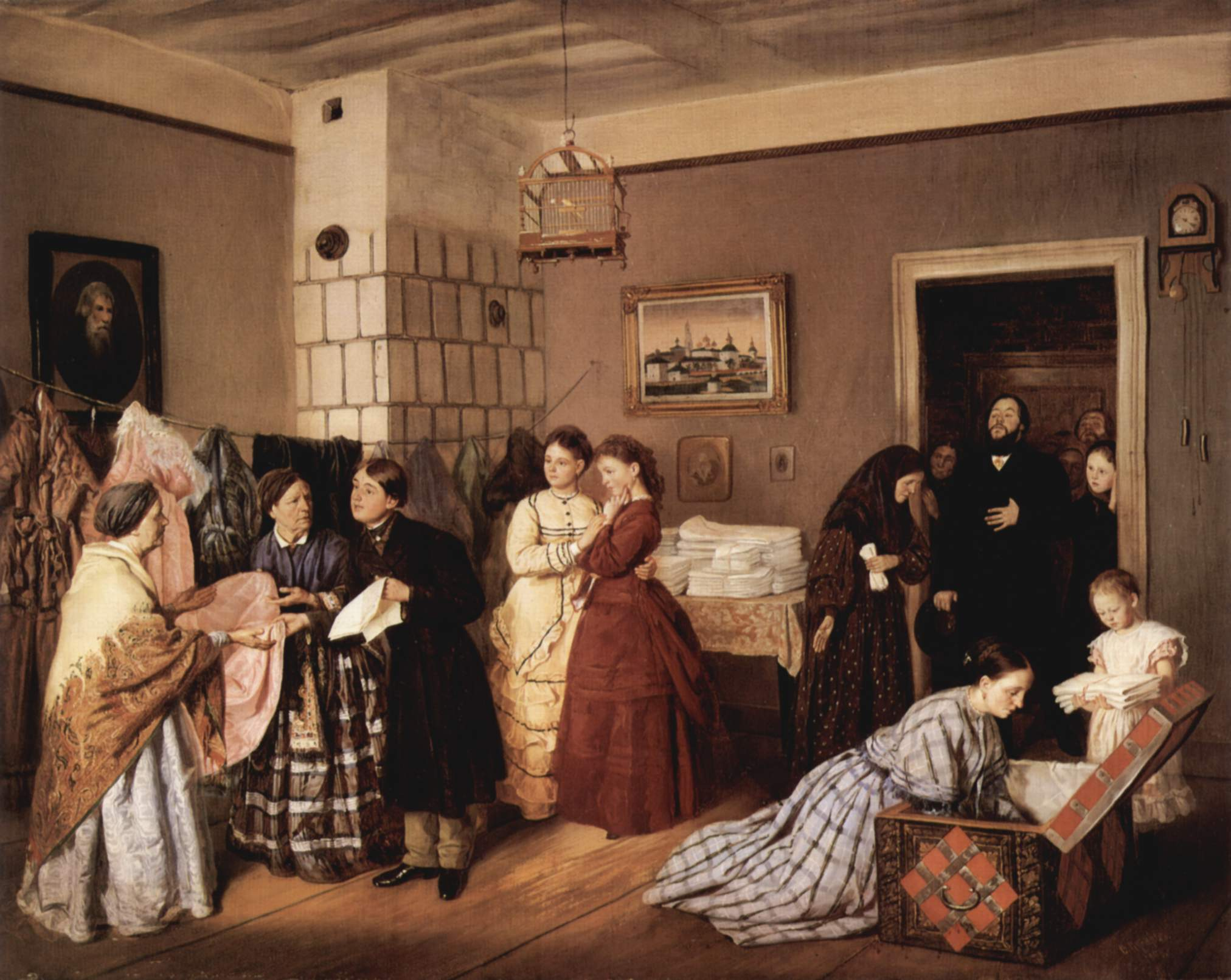

혼수(婚需)는 혼인에 필요한 물품(돈)을 말한다.
신부가 될 여자가 혼인할 때 갖고 가는 돈이나 물품은 지참금이라고 부르며, 신랑이 여자집에 주는 돈은 신부값이라고 한다.

## 같이 보기
- 지참금
- 결혼식